# Municipio de Elm Springs (Arkansas)
El municipio de Elm Springs (en inglés: Elm Springs Township) es un municipio ubicado en el condado de Washington en el estado estadounidense de Arkansas. En el año 2010 tenía una población de 2126 habitantes y una densidad poblacional de 65,83 personas por km².

## Geografía
El municipio de Elm Springs se encuentra ubicado en las coordenadas 36°12′15″N 94°18′23″O / 36.20417, -94.30639. Según la Oficina del Censo de los Estados Unidos, el municipio tiene una superficie total de 32.3 km², de la cual 31.49 km² corresponden a tierra firme y (2.49%) 0.81 km² es agua.

## Demografía
Según el censo de 2010, había 2126 personas residiendo en el municipio de Elm Springs. La densidad de población era de 65,83 hab./km². De los 2126 habitantes, el municipio de Elm Springs estaba compuesto por el 89.09% blancos, el 0.99% eran afroamericanos, el 0.85% eran amerindios, el 1.98% eran asiáticos, el 0.09% eran isleños del Pacífico, el 5.27% eran de otras razas y el 1.74% pertenecían a dos o más razas. Del total de la población el 7.53% eran hispanos o latinos de cualquier raza.